# Écru
Écru è un termine usato per descrivere filati o tessuti come seta o lino nella loro condizione originaria grezza, ossia né sbiancate né tinte e per estensione il loro colore. Questa parola deriva, come molti altri termini di sartoria, da una parola francese: écru, che significa "grezzo" o "non sbiancato".
Il colore écru è difficilmente definibile essendo strettamente legato al colore originale delle fibre tessili naturali, differente tra fibra e fibra e condizionato e modificato da molti fattori come le lavorazioni e i lavaggi. Oggi si utilizza questo termine per indicare un colore chiaro simile al beige. Fino al 1930 il termine "écru" era utilizzato come sinonimo di beige, mentre oggi i due colori vengono differenziati.